# Bill Carr (Leichtathlet)
Bill Carr (eigentlich William Arthur Carr; * 24. Oktober 1909 in Pine Bluff, Arkansas; † 14. Januar 1966 in Tokio, Japan) war ein US-amerikanischer Sprinter und Olympiasieger. 
Carr studierte an der University of Pennsylvania, wo er von Lawson Robertson, einem Olympiateilnehmer von 1904, trainiert wurde. Carrs Lieblingsstrecken waren die 440 und 880 Yards sowie der Weitsprung. Bei den IC4A-Meisterschaften 1932 stellte er über 440 Yards einen Weltrekord auf, den er einige Wochen später als Favorit bei den Olympischen Spielen in Los Angeles bestätigte. 
Dort gewann er die Goldmedaille im 400-Meter-Lauf, vor dem ehemaligen US-amerikanischen Weltrekordinhaber Ben Eastman (Silber) und dem Kanadier Alex Wilson (Bronze), sowie die Mannschafts-Goldmedaille in der 4-mal-400-Meter-Staffel, zusammen mit seinen Teamkollegen Ivan Fuqua, Edgar Ablowich und Karl Warner, vor den Teams aus dem Vereinigten Königreich (Silber) und Kanada (Bronze). Bei diesem Lauf stellte die US-Mannschaft mit einer Zeit von 3:08,2 Minuten einen Weltrekord auf.
Am 17. März 1933 wurde Carrs sportliche Karriere durch einen Autounfall abrupt beendet. Er brach sich beide Füße und beidseitig das Becken. Obwohl er wieder vollkommen gesund wurde, nahm er das Training nicht wieder auf.